# Флаг Туапсинского района
Флаг муниципального образования Туапси́нский район Краснодарского края Российской Федерации — опознавательно-правовой знак, служащий официальным символом муниципального образования.
Флаг утверждён 30 июня 2003 года и внесён в Государственный геральдический регистр Российской Федерации с присвоением регистрационного номера 1812.

## Описание
«Прямоугольное полотнище с левой диагональной полосой золотого (жёлтого) цвета. Верхнее поле флага — изумрудного (зелёного) цвета. Нижнее поле флага — лазурного (синего) цвета. Соотношение ширины золотой (жёлтой) полосы к ширине флага — 1/4. Соотношение ширины флага к его длине — 2/3».

## Обоснование символики
Флаг разработан на основе герба района.
Жёлтая полоса символизирует береговую полосу Черноморского побережья, находящуюся между морем и лесом, от которой происходит основной доход Туапсинского района, и на которой сконцентрирована основная деятельность населения и администрации Туапсинского района.
Жёлтый цвет (золото) в геральдике — символ богатства.
Зелёный (изумрудный) цвет символ лесных богатств, природного изобилия и садов, чем славится Туапсинский район.
Синий цвет (лазурь) — символ чистоты вод Чёрного моря, омывающих курортно-оздоровительные зоны района.

## См. также

Флаги муниципальных образований Туапсинского района
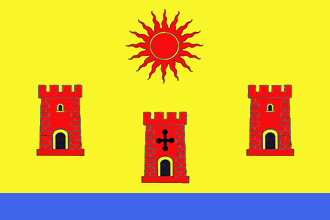
Флаг Новомихайловского городского поселения
Флаг Туапсинского городского поселения
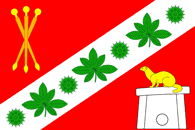
Флаг Вельяминовского сельского поселения
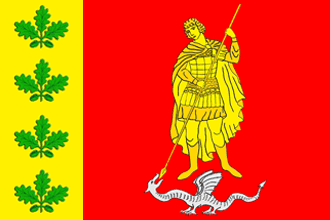
Флаг Георгиевского сельского поселения
Флаг Небугского сельского поселения
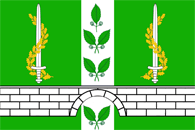
Флаг Октябрьского сельского поселения
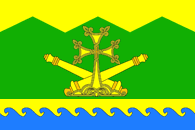
Флаг Тенгинского сельского поселения
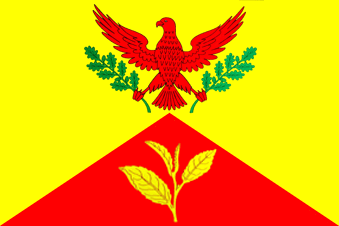
Флаг Шаумянского сельского поселения
Флаг Шепсинского сельского поселения